# Hard as a Rock
Pistes de Ballbreaker
Cover You in Oil
Hard as a Rock est une chanson du groupe de hard rock AC/DC parue en 1995 en tant que première piste de l'album Ballbreaker. Cette chanson fait partie des plus grands classiques du groupe.